# Coppa panamericana femminile di pallavolo 2009
La Coppa panamericana femminile di pallavolo 2009 si è svolta dal 26 giugno al 4 luglio 2009 a Miami, negli Stati Uniti d'America: al torneo hanno partecipato 11 squadre nazionali nordamericane e sudamericane e la vittoria finale è andata per la seconda volta al Brasile.

## Impianti
|                                                                      |                                                                            |  |
|                                                                      |                                                                            |  |
| BankUnited Center Città: Miami Capienza: 7 972 Anno d'apertura: 2003 | U.S. Century Bank Arena Città: Miami Capienza: 5 000 Anno d'apertura: 1986 |  |

## Squadre partecipanti
| - Argentina - Brasile - Canada - Costa Rica - Guatemala - Messico | - Perù - Porto Rico - Rep. Dominicana - Stati Uniti - Trinidad e Tobago |

## Gironi
| Girone A                                                 | Girone B                                                   |
| -------------------------------------------------------- | ---------------------------------------------------------- |
| Costa Rica Guatemala Messico Perù Porto Rico Stati Uniti | Argentina Brasile Canada Rep. Dominicana Trinidad e Tobago |

## Fase finale

### Finali 1º e 3º posto
|  | Quarti     | Quarti     |                 |             | Semifinale | Semifinale |  |  | Finale | Finale |
|  |            |            |                 |             |            |            |  |  |        |        |
|  |            |            |                 |             |            |            |  |  |        |        |
|  |            |            |                 |             |            |            |  |  |        |        |
|  | Brasile    | 3          |                 |             |            |            |  |  |        |        |
|  | Brasile    | 3          |                 |             |            |            |  |  |        |        |
|  | Perù       | 0          |                 |             |            |            |  |  |        |        |
|  | Perù       | 0          | Stati Uniti     | 1           |            |            |  |  |        |        |
|  |            |            | Stati Uniti     | 1           |            |            |  |  |        |        |
|  |            | Brasile    | 3               |             |            |            |  |  |        |        |
|  | -          | Brasile    | 3               | -           |            |            |  |  |        |        |
|  | -          |            |                 | -           |            |            |  |  |        |        |
|  | -          | -          |                 |             |            |            |  |  |        |        |
|  | -          | -          | Rep. Dominicana | 0           |            |            |  |  |        |        |
|  |            |            | Rep. Dominicana | 0           |            |            |  |  |        |        |
|  |            | Brasile    | 3               |             |            |            |  |  |        |        |
|  | Porto Rico | Brasile    | 3               | 3           |            |            |  |  |        |        |
|  | Porto Rico |            |                 | 3           |            |            |  |  |        |        |
|  | Argentina  | 1          |                 |             |            |            |  |  |        |        |
|  | Argentina  | 1          | Rep. Dominicana | 3           | 3º posto   | 3º posto   |  |  |        |        |
|  |            |            | Rep. Dominicana | 3           | 3º posto   | 3º posto   |  |  |        |        |
|  |            | Porto Rico | 2               |             |            |            |  |  |        |        |
|  | -          | Porto Rico | 2               | -           | Porto Rico | 3          |  |  |        |        |
|  | -          |            |                 | -           | Porto Rico | 3          |  |  |        |        |
|  | -          | -          |                 | Stati Uniti | 1          |            |  |  |        |        |
|  | -          | -          |                 |             | 1          |            |  |  |        |        |
|  |            |            |                 |             |            |            |  |  |        |        |
|  |            |            |                 |             |            |            |  |  |        |        |

### Finali 5º e 7º posto
|  | Quarti            | Quarti    |            |            | Semifinale | Semifinale |  |  | 5º posto | 5º posto |
|  |                   |           |            |            |            |            |  |  |          |          |
|  |                   |           |            |            |            |            |  |  |          |          |
|  |                   |           |            |            |            |            |  |  |          |          |
|  | Canada            | 3         |            |            |            |            |  |  |          |          |
|  | Canada            | 3         |            |            |            |            |  |  |          |          |
|  | Messico           | 2         |            |            |            |            |  |  |          |          |
|  | Messico           | 2         | Canada     | 1          |            |            |  |  |          |          |
|  |                   |           | Canada     | 1          |            |            |  |  |          |          |
|  |                   | Perù      | 3          |            |            |            |  |  |          |          |
|  | -                 | Perù      | 3          | -          |            |            |  |  |          |          |
|  | -                 |           |            | -          |            |            |  |  |          |          |
|  | -                 | -         |            |            |            |            |  |  |          |          |
|  | -                 | -         | Perù       | 3          |            |            |  |  |          |          |
|  |                   |           | Perù       | 3          |            |            |  |  |          |          |
|  |                   | Argentina | 2          |            |            |            |  |  |          |          |
|  | Costa Rica        | Argentina | 2          | 3          |            |            |  |  |          |          |
|  | Costa Rica        |           |            | 3          |            |            |  |  |          |          |
|  | Trinidad e Tobago | 0         |            |            |            |            |  |  |          |          |
|  | Trinidad e Tobago | 0         | Costa Rica | 0          | 7º posto   | 7º posto   |  |  |          |          |
|  |                   |           | Costa Rica | 0          | 7º posto   | 7º posto   |  |  |          |          |
|  |                   | Argentina | 3          |            |            |            |  |  |          |          |
|  | -                 | Argentina | 3          | -          | Canada     | 3          |  |  |          |          |
|  | -                 |           |            | -          | Canada     | 3          |  |  |          |          |
|  | -                 | -         |            | Costa Rica | 0          |            |  |  |          |          |
|  | -                 | -         |            |            | 0          |            |  |  |          |          |
|  |                   |           |            |            |            |            |  |  |          |          |
|  |                   |           |            |            |            |            |  |  |          |          |

## Classifica finale
| Pos     | Squadra           | Rosa |
| ------- | ----------------- | --- |
| Oro     | Brasile           | Formazione: 1 Claudino, 2 Takagui, 3 Steinbrecher, 5 Gattaz, 6 de Menezes, 8 Lins, 10 Gonzaga, 11 Pereira, 13 de Castro, 14 de Oliveira, 15 A. da Silva, 16 Bidias, 18 J. da Silva, 19 Brait, CT: Guimarães |
| Argento | Rep. Dominicana   | Formazione: 1 Vargas, 3 Eve, 5 Castillo, 8 Marte, 9 Arias, 10 Cabral, 11 J. Rodríguez, 12 Echenique, 14 Rivera, 16 M. Rodríguez, 17 Mambrú, 18 de la Cruz, CT: Kwiek                                        |
| Bronzo  | Porto Rico        | Formazione: 1 Seilhamer, 3 Mojica, 4 Encarnación, 5 Álvarez, 6 Rosa, 9 Cruz, 10 Pérez, 11 K. Ocasio, 12 Ruiz, 13 Yantín, 15 Candelario, 16 Oquendo, 17 S. Ocasio, CT: Rodríguez                             |
| 4       | Stati Uniti       | Formazione: 2 Scott, 3 Haneef, 4 Pressey, 5 Sykora, 6 Davis, 7 Bown, 8 Barboza, 10 Richards, 11 Larson, 12 Meendering, 15 Thompson, 16 Harmotto, 17 Spicer, 19 Collymore, CT: McCutcheon                    |
| 5       | Perù              | Formazione: 1 Aquino, 2 Uribe, 3 García, 4 Soto, 5 Palacios, 6 Uceda, 7 Zamudio, 10 Chihuán, 12 Rueda, 13 La Rosa, 14 Keldibekova, 15 Ortiz, 16 Paredes, CT: Kim                                            |
| 6       | Argentina         | Formazione: 1 Rizzo, 3 Nizetich, 4 Boscacci, 5 Fresco, 8 Klug, 9 Flaviani, 10 Bertaina, 11 Pinedo, 12 Robinet, 13 Seguí, 14 Jersonsky, 16 Busquets, CT: Bastit                                              |
| 7       | Canada            | Formazione: 1 Cundy, 2 Young, 3 Guimond, 4 Mahon, 5 Dodds, 7 Mokelki, 8 Schlagintweit, 11 Alphonse, 12 Holness, 13 Voth, 15 Meek, 16 Hinze, 17 Page, 19 Loewen, CT: Ludwig                                  |
| 8       | Costa Rica        | Formazione: 1 Thompson, 3 Murillo, 5 Cope, 6 Á. Willis, 7 Quesada, 8 Chávez, 9 V. Willis, 10 Ramírez, 11 Pinnock, 13 Fernández, 14 Fonseca, 16 Hines, 17 Alfaro, CT: Godínez                                |
| 9       | Messico           | Formazione: 2 Ruiz, 3 Córdova, 4 Castilleja, 5 Orellana, 6 L. López, 8 J. López, 10 Revuelta, 11 Carranza, 12 Escobar, 13 Meza, 16 Corona, 17 Ortega, CT: Cibrián                                           |
| 10      | Trinidad e Tobago | Formazione: 2 Ross, 3 Thompson, 4 Billingy, 6 Jack, 7 Herbert, 8 Ramdin, 10 Clifford, 12 Forde, 13 Williams, 14 Mitchell, 16 Esdelle, 17 Gloud, CT: Cruz                                                    |
| 11      | Guatemala         | Formazione: 1 López, 2 Trampe, 3 Recinos, 6 Gómez, 7 Arias, 8 Maldonado, 11 M.F. Burmester, 12 A. Burmester, 15 Estrada, 16 Alvarado, 19 Herrera, CT: Domínguez                                             |

|  |  |  |  | Qualificate al World Grand Prix 2010 |

## Premi individuali[2]
| Premio                 | Nome                | Squadra         |
| ---------------------- | ------------------- | --------------- |
| MVP                    | Bethania de la Cruz | Rep. Dominicana |
| Miglior realizzatrice  | Áurea Cruz          | Porto Rico      |
| Miglior attaccante     | Yulissa Zamudio     | Perù            |
| Miglior muro           | Danielle Scott      | Stati Uniti     |
| Miglio servizio        | Bethania de la Cruz | Rep. Dominicana |
| Miglior palleggiatrice | Vilmarie Mojica     | Porto Rico      |
| Miglior ricevitrice    | Vanessa Palacios    | Perù            |
| Miglio difesa          | Nicole Davis        | Stati Uniti     |
| Miglior libero         | Vanessa Palacios    | Perù            |